# Пашин Поток
Пашин Поток је насељено место у општини Цетинград, на Кордуну, Карловачка жупанија, Република Хрватска.

## Географија
Пашин Поток се налази око 4 км североисточно од Цетинграда.

## Историја
Пашин Поток се од распада Југославије до августа 1995. године налазио у Републици Српској Крајини. До 1991. био је у саставу насељеног места Цетинград, а од 2001. је самостално насеље. До територијалне реорганизације у Хрватској налазио се у саставу бивше велике општине Слуњ.

## Становништво
Према попису становништва из 2011. године, насеље Пашин Поток је имало 200 становника.

### Број становника по пописима
| Националност   | 2001. | 1991. | 1981. | 1971. | 1961. | 1953. | 1948. | 1931. | 1921. | 1910. | 1900. | 1890. | 1880. | 1869. | 1857. |
| бр. становника | 238   | %     | %     | 313   | 319   | 306   | 280   | 290   | 245   | 261   | 266   | %     | %     | %     | %     |

- напомене:

У 2001. настало издвајањем из насеља Цетинград. Као део насеља исказивано од 1900. У 1981. и 1991. подаци садржани у насељу Цетинград.